# Umbalfälle

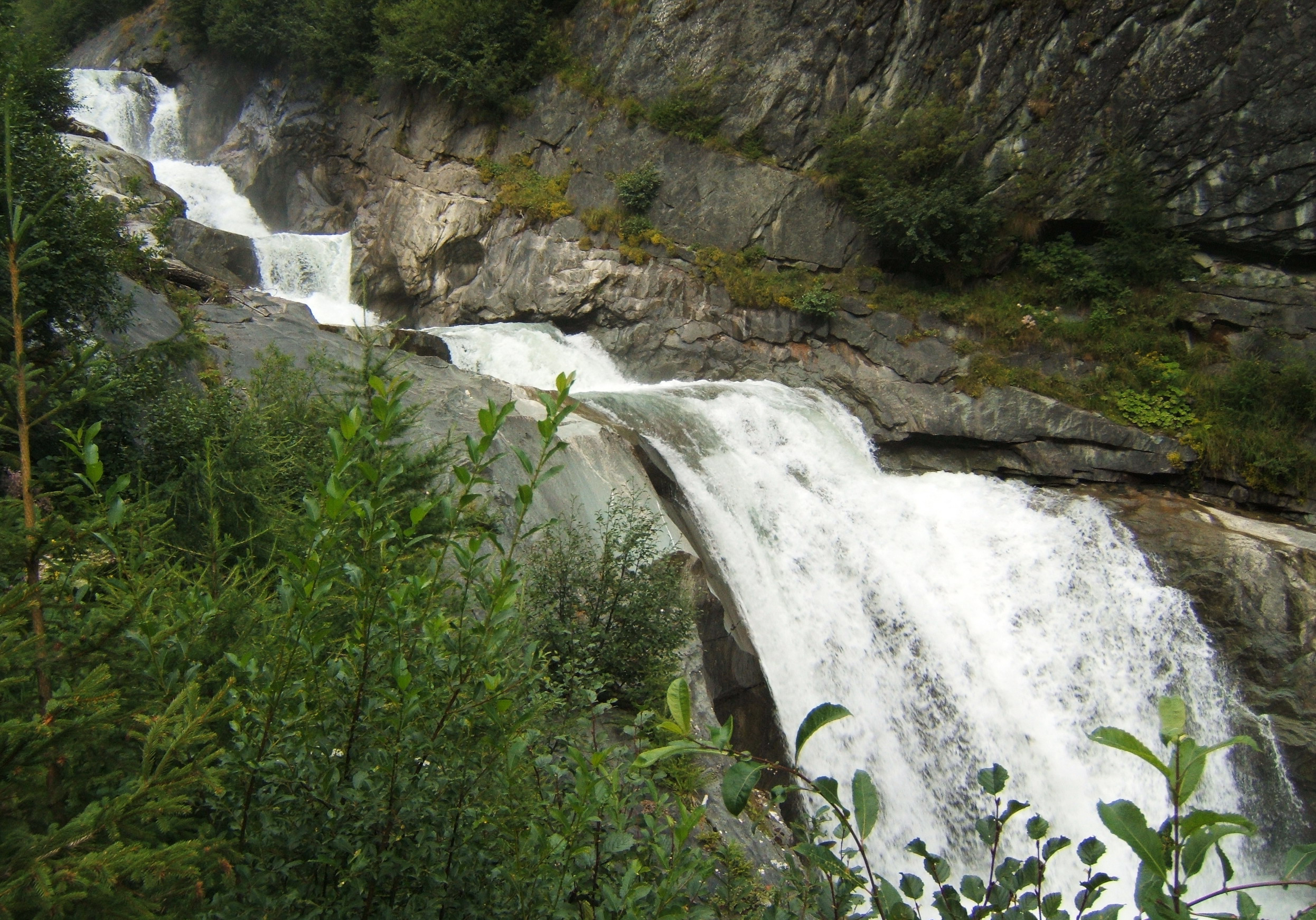
Blick von einer Aussichtskanzel

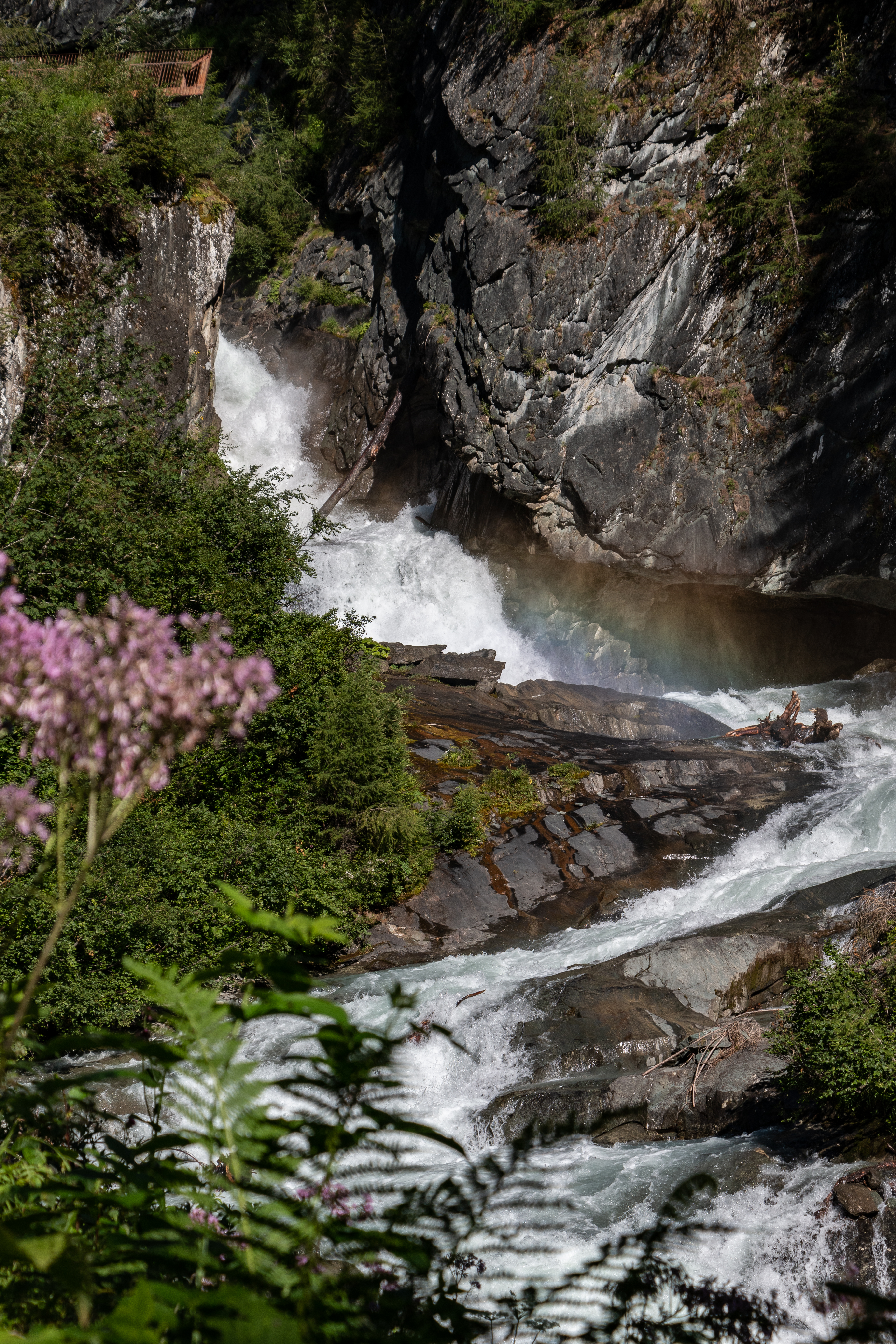
Blick zu einer Aussichtskanzel

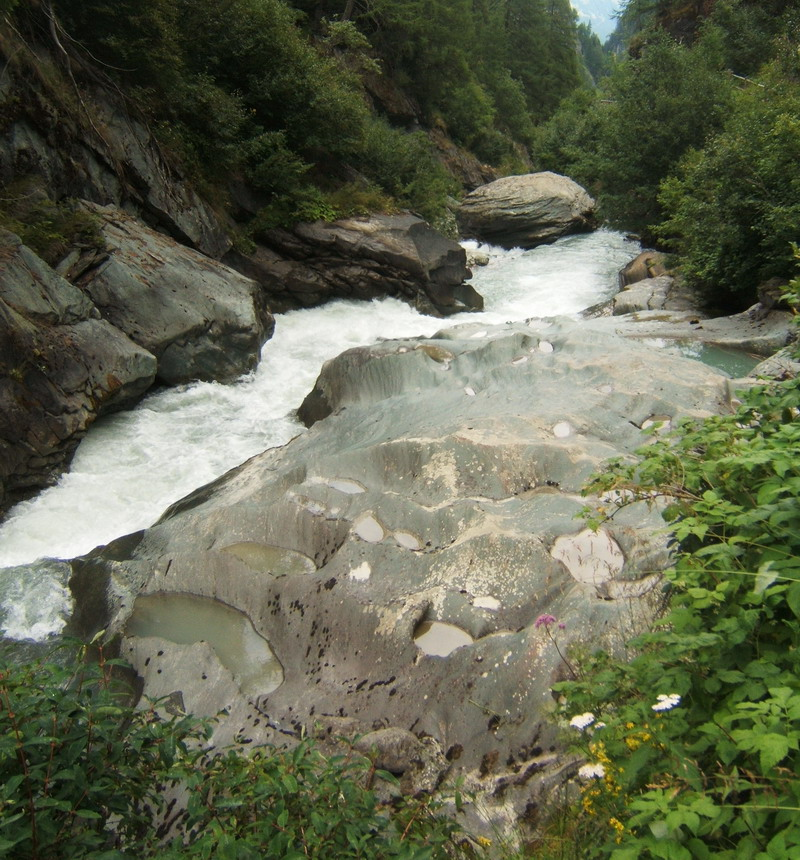
Wellenförmige Abschleifungen

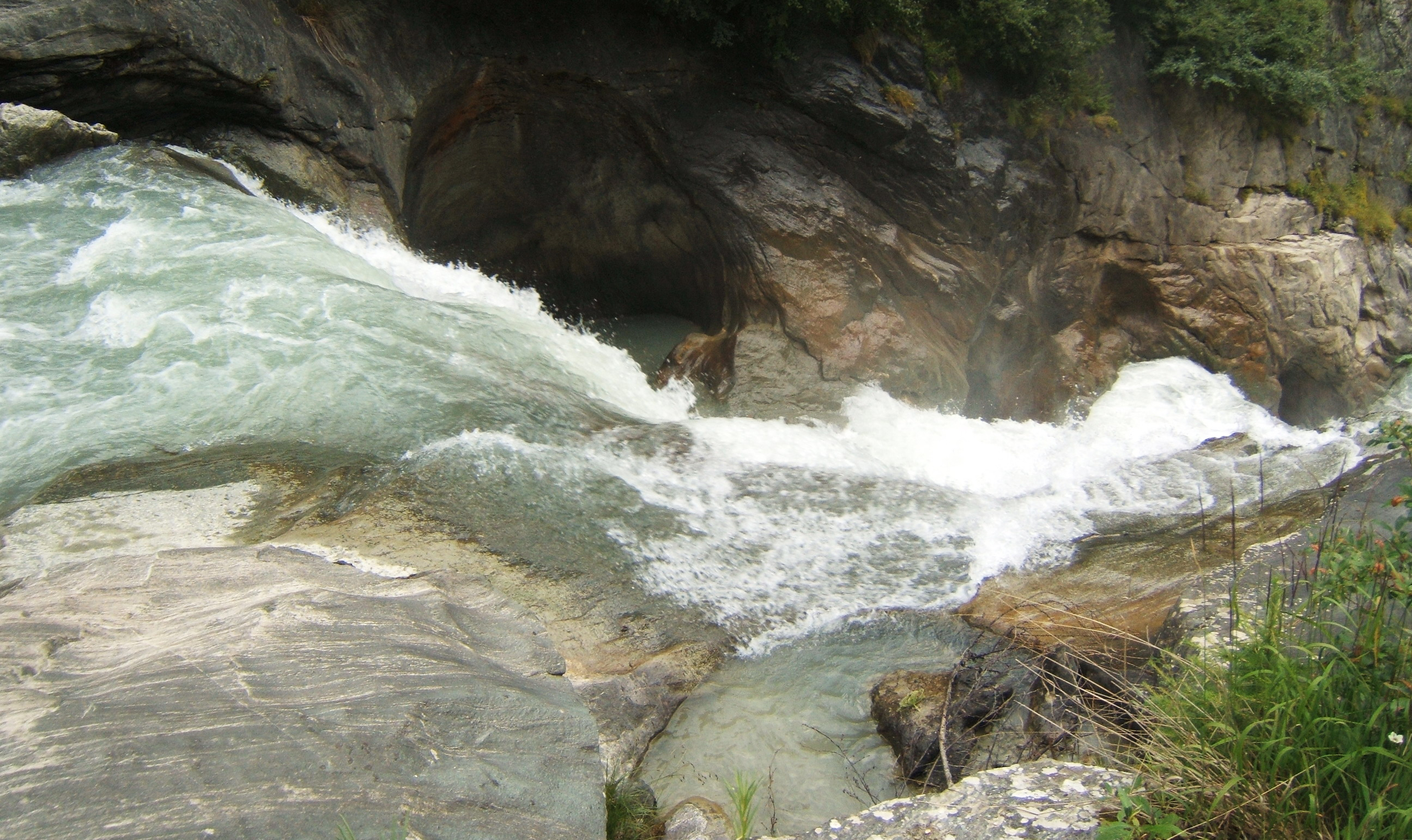
Strudeltöpfe

Die Umbalfälle sind Wasserfälle des Oberlaufs der Isel (dort noch Umbalbach genannt) im Umbaltal westlich von Hinterbichl im Nationalpark Hohe Tauern in Österreich. Die Wasserfälle wurden 1991 zum Naturdenkmal erklärt.

## Anreise
Am Ende des Virgentals führt von Hinterbichl die Straße weiter nach Ströden. Dort befinden sich ein großer gebührenpflichtiger Parkplatz und eine Bushaltestelle. In einer knappen halben Stunde erreicht man über einen ausgebauten Wirtschaftsweg zu Fuß die beiden Jausenstationen Pebellalm und Islitzeralm; in etwas weniger Zeit auch mit einer Pferdekutsche. An diesen Almen beginnt der Wasserschaupfad entlang der Umbalfälle mit mehreren Aussichtskanzeln und erläuternden Schautafeln.

## Beschreibung und Geschichte
Der Wasserstand ist im jahres- und tageszeitlichen Verlauf sehr unterschiedlich, da die Isel das Wasser des Umbalkees transportiert und daher Merkmale eines typischen Gletscherbaches aufweist.
Gegen Pläne, das Umbaltal in ein Wasserkraftwerk einzubeziehen, gab es seit den 1970ern starken Widerstand, in diesem Zusammenhang ist auch die Einrichtung des Wasserschaupfads 1976 zu sehen.
In der Nacht vom 17. auf den 18. Mai 1985 kam es im obersten Iseltal zu einer durch einen Lawinenabgang verursachten Sturzflut, die unter anderem die Hälfte des Wasserschaupfades vernichtete und die Diskussion um den Bau eines Wasserkraftwerkes kurzzeitig wieder aufleben ließ.

## Geologie
Da die Katarakte der Umbalfälle recht steil sind, wird dort das gesamte Gesteinsmaterial aus dem Gletscher transportiert. Das mitgeführte Material schleift im Laufe der Jahrtausende den Felsuntergrund ab, wodurch sich der Bach schluchtartig einschneidet. Die Umbalfälle zeigen ein Übergangsstadium von einem gleitenden Katarakt entlang einer Schichtgrenze hin zu einer Kaskadentreppe von Gumpe zu Gumpe.
Durch die vielfältigen Wirbel und Ströme des Wassers entstehen verschiedene Felsformen, die ihrerseits wieder die Vielfalt der Fließmuster erhöhen:
- über das Bachbett bewegter Schotter und Kies bewirken Glättungen oder wellig auspolierte Felsformen
- am Fuß von Gefällestufen führt die punktuell erhöhte Erosionskraft zur Bildung von Gumpen
- kreisende Steine verursachen topfartige Einsenkungen, sogenannte Strudeltöpfe
- an größeren Wirbelzonen entstehen größere Wannen und seitliche Ausbuchtungen, sogenannte Kolke